# Massaker von Adana

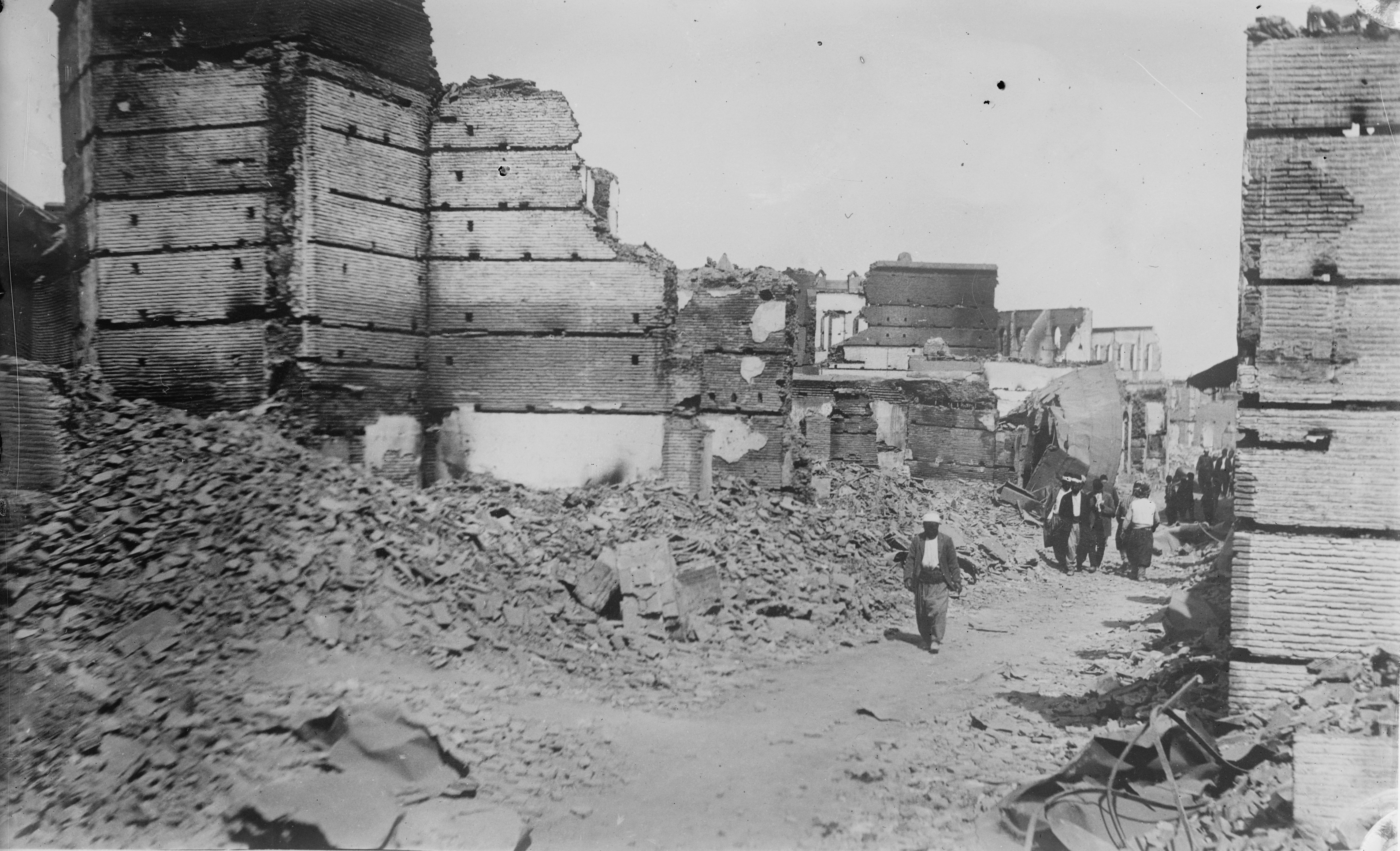
Eine Straße im christlichen Viertel von Adana, Juni 1909.

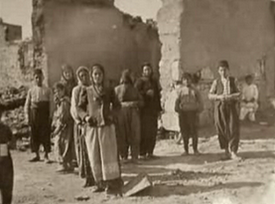
Eine zerstörte armenische Stadt.

Das Massaker von Adana (auf Türkisch/Osmanisch: Adana İğtişaşı = Adana-Unruhen, Adana Vakası = Adana-Vorfall) ereignete sich im April 1909 im türkischen Vilâyet Adana und wurde an der armenischen Bevölkerung von Adana verübt. Das Massaker, dem 20.000 bis 30.000 Armenier zum Opfer fielen, wurde von der  konservativ-islamischen Regierung des Osmanischen Reiches veranlasst und zielte darauf ab, die Präsenz einer nicht-islamischen Bevölkerung in dem Vilâyet Adana zu beseitigen.

## Hintergrund
Seit 1132 siedelten armenische Christen in Adana, in der Region Kilikien. Die Stadt war eines der Zentren des Königreichs Kleinarmenien, bis sie 1360 von islamischen Eroberern eingenommen wurde. Die christlichen Armenier lebten auch nach der islamischen Eroberung jahrhundertelang in friedlicher Nachbarschaft mit den neuen Machthabern und bildeten als Minderheit, mit eigener kultureller Prägung, einen wichtigen Handelspartner, wobei besonders der Baumwollhandel von Armeniern dominiert wurde. Zu dieser Zeit hatte Adana mehr als 550.000 Einwohner. Neben Türken setzte sich die Bevölkerung aus etwa 60.000 Armeniern, 10–15.000 Griechen und 25.000 Arabern zusammen.
1876 wurde Abdülhamid II. Sultan des Osmanischen Reiches. Dieser war Anhänger des Panislamismus und der christlichen Minderheit in seinem Reich feindlich gesinnt. Er befahl 1896 seinen Streitkräften, gegen die Armenier vorzugehen, mit der Absicht, die armenische Bevölkerung zu vernichten. Infolge dieses Befehls wurden über 200.000 Armenier ermordet, darunter zahlreiche Frauen und Kinder. Der Zweck des von Türken verübten Massaker war es, die so genannte „Armenische Frage“ durch die Dezimierung und Einschüchterung der Betroffenen zu lösen.
Diese Massaker von 1894–1896 fanden in Europa wenig Beachtung. Die Armenier des Reiches und der Diaspora beurteilten 1908 die Machtergreifung des „Komitees Einheit und Fortschritt“ positiv, da das Komitee die Versöhnung zwischen den Religionen und Ethnien des Reiches versprach. Türkische und armenische Revolutionsgruppen arbeiteten zusammen, um die Zweite Verfassungsperiode wiederherzustellen. Der „Putsch vom 13. April“ 1909 gegen die jungtürkische Regierung führte einen Tag darauf zu Massakern an den Armenier im Vilâyet Adana, nachdem ihre Protestbewegungen niedergeschlagen wurden.
Als Ursachen gelten politische, wirtschaftliche und religiöse Differenzen zwischen den beteiligten Bevölkerungsgruppen. Der armenische Anteil der Bevölkerung von Adana wurde von religiösen Fanatikern sowie muslimischen Mitbürgern als „reich“ und „prosperierend“ denunziert, wodurch es zu Angriffen gegen Armenier und gewaltsamen Enteignungen armenischen Eigentums kam. Das Erwachen des islamischen Nationalismus und die neue Einordnung der Armenier als „separatistische, europäisch kontrollierte“ Entität führte ebenfalls zu diesem Akt der Gewalt.

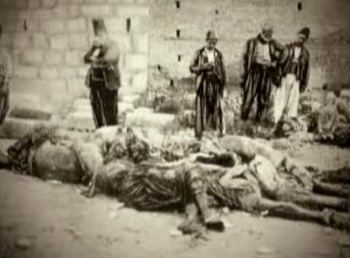
Leichen von massakrierten Armeniern in Adana

Infolgedessen kam es zu weiteren Massakern, organisiert von der Bewegung der Jungtürken, denen zwischen 20.000 und 30.000 Armenier zum Opfer fielen. Während die Revolte der Jungtürken nur zehn Tage andauerte, zogen sich ihre Massaker an der armenischen Zivilbevölkerung über einen Monat hin.
Einige Jahre nach den Massakern von 1894 bis 1896 organisiert, waren sie gleichzeitig ein erster Schritt hin zum Völkermord an den Armeniern in den Jahren 1915 bis 1917 während des Ersten Weltkrieges. Bei den Massakern von Adana waren neben den Armeniern auch andere christliche Minderheiten von der Verfolgung betroffen (vgl. Tabelle unten).

## Ablauf
Im März 1909 trafen kurdische und armenische Saisonarbeiter zur jährlichen Baumwoll- und Haferernte in Adana ein. Ab dem 13. April fanden Unruhen in Adana und umliegenden Ortschaften der Region statt. Eine Einsatztruppe marschierte am 23. April in Adana ein, um den Unruhen entgegenzuwirken. Nach einem Angriff der Armenier auf die örtliche Kaserne am 25. April flammte die Gewalt erneut auf. Die Regierung entließ daraufhin den Gouverneur, schickte eine Gesandtschaft aus mehreren osmanischen Abgeordneten in die Region und richtete in Adana sowie in Osmaniye zwei Kriegsgerichte ein. Gerichtsaussagen von Armeniern deuteten darauf hin, dass Bağdadizade Abdülkadir die muslimische Bevölkerung gegen die Armenier aufgestachelt habe. Türkische Zeugen beschuldigten den armenischen Geistlichen und Mitglied der Huntschak-Partei Museg Seropyan als Anstifter, der die Wiedergründung eines unabhängigen Armeniens beabsichtigt habe. Die Gerichte verurteilten 9 Muslime und 6 Armenier zum Tode und richteten sie am 10. Juni 1909 hin. Indessen dauerten die Unruhen weiter an und kamen erst im August zum Erliegen, als der neue Gouverneur Cemal Pascha 47 weitere Muslime und einen Armenier hinrichten ließ.
Lang andauernde Unruhen, Morde und Plünderungen führten letztlich zum Bruch zwischen dem Komitee für Einheit und Fortschritt und der armenischen Daschnakzutjun; zusammen hatten sie sich dafür starkgemacht, dass die osmanische Verfassung wieder eingesetzt wurde.
Einer der Augenzeugen, die das Armeniermassaker von Adana auch literarisch verarbeiteten, war Hagop Terzian (Kilikische Katastrophe; 1912).

## Verluste an Menschenleben
Über die Opferzahlen gibt es keine übereinstimmenden Zahlen. Die osmanische Regierung beauftragte die Abgeordneten Yusuf Kemal Bey und Hagop Babikyan mit der Ausarbeitung eines Untersuchungsberichtes. Doch sie konnten keinen Konsens erzielen. Laut Babikyans Untersuchungen starben 21.000 Armenier. Die armenische Kirche vor Ort sprach von 17.844 Opfern und nach einem Bericht des Patriarchats in Istanbul waren es 21.236 Tote. Cemal Pascha nennt in seinen Memoiren 17.000 tote Armenier und 1850 tote Muslime. Die New York Times schrieb in einem Artikel vom 25. April 1909, dass 20.000 bis 30.000 Armenier bei dem Massaker in Adana ermordet wurden. Der Historiker Taner Akçam beziffert die Opferzahl der Armenier auf 15.000 bis 20.000.

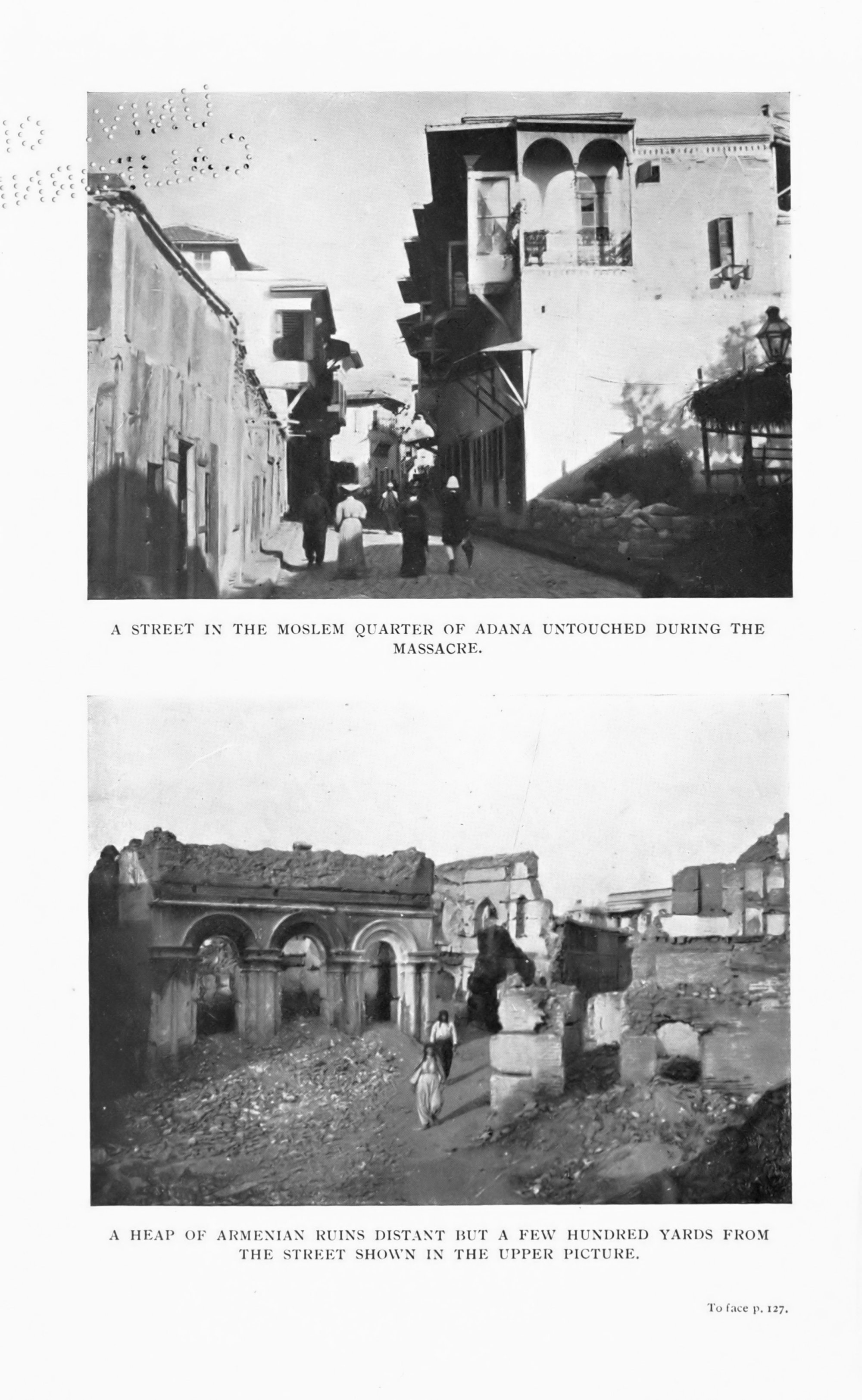
Diese Fotos aus einer Veröffentlichung von 1911 demonstrierten das Blutbad im armenischen Viertel von Adana, nebeneinandergestellt mit dem „Frieden im türkischen Distrikt“.

Offizielle Verlustangabenliste für das Vilâyet Adana nach ethno-religiösen Gruppen:
| Adana-Stadt        | Verluste |
| Armenier           | 2.093    |
| Griechen           | 33       |
| Chaldäer           | 132      |
| Syrische Jakobiten | 418      |
| Assyrer            | 63       |
| Muslime            | 782      |
| Gesamt             | 3521     |

Offizielle osmanische Verlustangaben nach Städten:
| Ort       | Christen | Muslime | Gesamt |
| Adana     | 2739     | 782     | 3521   |
| Bahçe     | 752      | 9       | 761    |
| Ceyhan    | 378      | 175     | 553    |
| Tarsus    | 463      | 45      | 508    |
| Osmaniye  | 372      | 66      | 438    |
| Erzin     | 208      | 12      | 220    |
| Kozan     | 114      | 1       | 115    |
| Saimbeyli | 15       | 78      | 93     |
| Kadirli   | 60       | 17      | 77     |
| İslahiye  | 50       |         | 50     |
| Karaisalı | 44       |         | 44     |
| Hassa     | 33       |         | 33     |
| Elvanlı   | 13       | 1       | 14     |
| Feke      | 2        |         | 2      |
| Gesamt    | 5243     | 1186    | 6429   |

## Quelle
- Ayşe Hür: Öteki Tarih I. Istanbul 2012, ISBN 978-975-996-338-5, S. 122–126.